# زقين إسفيني
زقين إسفيني (الاسم العلمي:Diascia cuneata) هو نوع من النباتات يتبع جنس الزقين من الفصيلة الغدبية.